# Изыльметьев, Иван Николаевич
Иван Николаевич Изыльме́тьев (5 января 1813, Кронштадт — 4 ноября 1871, Ревель) — русский военный моряк, контр-адмирал с 1864 года.

## Биография
Иван Изыльметьев родился в городе Кронштадте в семье морского офицера-артиллериста. Отец окончил жизнь в чине генерал-майора в должности начальника артиллерии Ревельского порта.
В 1826 году поступил в Морской кадетский корпус. По выходе из Морского корпуса в 1830 году служил на различных судах Балтийской флотилии.
В 1837 году произведен в лейтенанты, в 1842 году назначен командиром тендера «Лебедь», в 1847 году произведен в капитан-лейтенанты, в 1849 году назначен командиром транспорта «Або» и в том же году переназначен командиром корвета «Князь Варшавский». Будучи командиром «Або» при проведении инспекторской проверки был удостоен Высочайшего внимания за образцовое состояние корабля и экипажа.
В 1853 году назначен командиром фрегата «Аврора». Ввиду осложнившихся отношений между Россией и союзом Англии и Франции, в 1853 году, командуя фрегатом «Аврора», был послан вокруг света, мимо мыса Горн, на Амур для укрепления российской эскадры в Охотском море. В 1854 году, совершив за рекордный срок 66 дней переход из Кальяо (Перу) до Петропавловска длиной 9000 миль без захода в порты, фрегат принял участие в отражении нападения англичан на город и в деле с эскадрой союзников в заливе Де-Кастри.
С 1856 по 1864 год Иван Николаевич Изыльметьев командовал кораблями Балтийского флота Российской империи. 4 ноября 1857 года назначен командовать фрегатом «Громобой» и 7-м флотским экипажем. В 1859 году Иван Николаевич получил часы, украшенные бриллиантами, с надписью «В память похода на фрегате „Громобой“ в 1858—1859 году» и вензелем Ея Высочества, а в Стамбуле получил от турецкого султана орден Меджидие 3-й степени.
18 июля 1860 года назначен командиром 1-го флотского великого князя Константина Николаевича экипажа и 110-пуш. парусно-винтового корабля «Император Николай I». В 1864 году назначен начальником штаба Кронштадтского порта.
В 1870 году прибыл в Ревель, получив назначение младшим флагманом Балтийского флота.
Иван Николаевич Изыльметьев умер 4 ноября 1871 года в городе Ревеле и был похоронен на Александро-Невском кладбище.

## Память
В честь Изыльметьева названы несколько топонимов на Сахалине и эскадренный миноносец «Капитан Изыльметьев», спущенный на воду 27 июля 1916 года, переименованный в эсминец «Ленин» 31 декабря 1922 года.